# William Napier, 13. Lord Napier
William Francis Cyril James Hamilton Napier, 13. Lord Napier, 4. Baron Ettrick DL (* 9. September 1900; † 23. August 1954) war ein schottischer Adliger, Politiker und Militär.

## Leben
Er war der Sohn des Francis Napier, 12. Lord Napier (1876–1941) und dessen Frau Clarice Jessie Evelyn Hamilton (1881–1951), der Tochter von James Hamilton, 9. Lord Belhaven and Stenton.
Er besuchte das Wellington College und schlug danach eine Militärlaufbahn ein. Er besuchte die Royal Military Academy Sandhurst und kämpfte im Zweiten Weltkrieg. 1943 erreichte er den Rang eines Lieutenant-Colonel bei den King’s Own Scottish Borderers.
Als sein Vater am 22. März 1941 starb, erbte er dessen Adelstitel als 13. Lord Napier, 4. Baron Ettrick, und 10. Baronet, of Thirlestane. Ebenso wurde er Oberhaupt (Clan Chief) des Clan Napier und erhielt den mit dem Baronstitel verbundenen Sitz im House of Lords.
Er war Friedensrichter (Justice of the Peace) und Deputy Lieutenant von Selkirkshire. Er wurde mit der Territorial Decoration-Medaille ausgezeichnet und in die Royal Company of Archers aufgenommen. Von 1946 bis 1948 war er Mitglied des Selkirk County Councils.

## Ehe und Nachkommen
Er heiratete 1928 Violet Muir Newson, Tochter des Sir Percy Wilson Newson, 1. Baronet. Mit ihr hatte er vier Kinder:
- Nigel Napier, 14. Lord Napier, 5. Baron Ettrick (1930–2012), ⚭ 1958 Delia Mary Pearson;
- Hon. Charles Malcolm Napier (* 1933), ⚭ 1969 Lady Mariota Cecilia Murray (1945–2001), Tochter des 6. Earl of Mansfield;
- Hon. John Greville Napier (1939–1988), ⚭ 1968 Juliet Elizabeth Hargreaves Durie;
- Dr. Hon. Hugh Lenox Napier (1943–1996).